# Ебгаузен
Ебгаузен (нім. Ebhausen) — громада в Німеччині, знаходиться в землі Баден-Вюртемберг. Підпорядковується адміністративному округу Карлсруе. Входить до складу району Кальв.
Площа — 24,56 км2. Населення становить 4797 ос. (станом на 31 грудня 2020).